# Parc Natural de les Capçaleres del Ter i del Freser
El Parc Natural de les Capçaleres del Ter i del Freser és un parc natural català localitzat a la comarca del Ripollès, a les Comarques Gironines, Catalunya. Inclou territori pertanyent a l'espai de les Capçaleres del Ter i del Freser (85%) i també a un altre espai d'interès natural –Serra Cavallera- (1%) i incorpora zones que fins ara no estava incloses en el Pla d'Espais d'Interès Natural (PEIN) (14%). Va ser declarat Parc Natural l'any 2015. Té una especial rellevància pel seu patrimoni natural i immaterial. Dins el Parc s'hi troba l'estació d'esquí Vallter 2000 i la Vall de Núria.
L'espai té dos enclavaments, corresponents a les estacions de muntanya de Núria i d'Ulldeter-Morens, que ja estaven excloses del PEIN. Dins la seva superfície hi ha la Reserva Nacional de Caça del Freser-Setcases.
El Parc ocupa 14.750 hectàrees, repartides entre els municipis de Queralbs, Setcases, Molló, Vilallonga de Ter, Ribes de Freser, Pardines i Planoles; tots, municipis de la comarca del Ripollès. S'estén a les valls altes dels rius gironins Ter i Freser, al voltant dels enclavaments de Núria i Ulldeter. Fa frontera amb el Parc Natural de Regional dels Pirineus Catalans.
El de les Capçaleres del Ter i del Freser, és un parc envoltat per muntanyes de més de 3.000 metres d'altura com el Pic de Bastiments, el Puigmal o el Balandrau.
Compte amb un ecosistema molt variat i ric, una fauna espectacular d'alta muntanya i una gran diversitat florística.

## GR 11
El Parc Natural de les Capçaleres del Ter i del Freser és recorregut, en gran part, pel GR 11 o Sender dels Pirineus. Es tracta del sender més muntanyenc de tots el que hi ha a Catalunya. El GR 11 uneix el Mar Cantàbric i el Mar Mediterrani.

## Flora
Algunes espècies de flora que habiten al Parc Natural de les Capçaleres del Ter i del Freser són: Lygeum spartum, Reseda stricta, Hedysarum humile, Retama sphaerocarpa i Helianthemum squamatum.

## Fauna
La fauna del Parc és molt variada i, entre d'altres, hi podem trobar l'ermini, el talp muntanyenc, l'almesquera, l'isard i el mufló.
Les principals aus són el vesper europeu, el milà reial, el trencalòs, el voltor comú, l'àguila marcenca, l'àguila reial, l'àguila calçada, el falcó pelegrí, el gall fer, el mussol real, el mussol pirinenc, el enganyapastors europeu, el picot negre, l'alosa cotoliu, la piula campestre, la tallareta cuallarga, el capsot d'esquena roja, la gralla de bec vermell, l'hortolà, la perdiu blanca i la perdiu xerra.

## Punts destacats

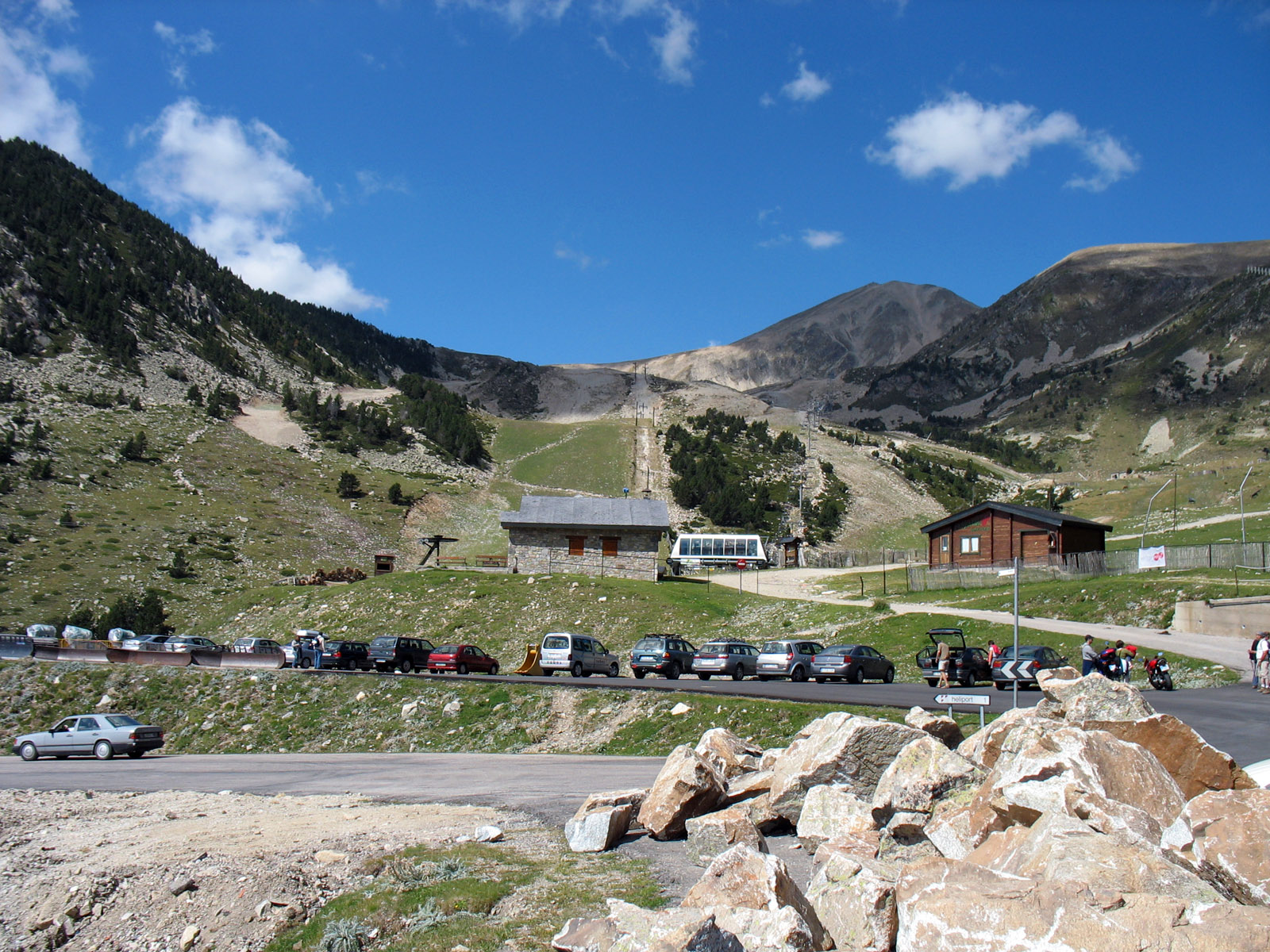
Vallter 2000 amb el Pic de Bastiments a la dreta

- Vall de Núria
- Pic de Bastiments
- Balandrau
- Pic de la Dona
- Pic de l'Infern
- Gra de Fajol
- Puig de Fontlletera
- Vallter 2000 Vallter 2000 amb el Pic de Bastiments a la dreta
- Ulldeter
- Coll de la Marrana

## Refugis

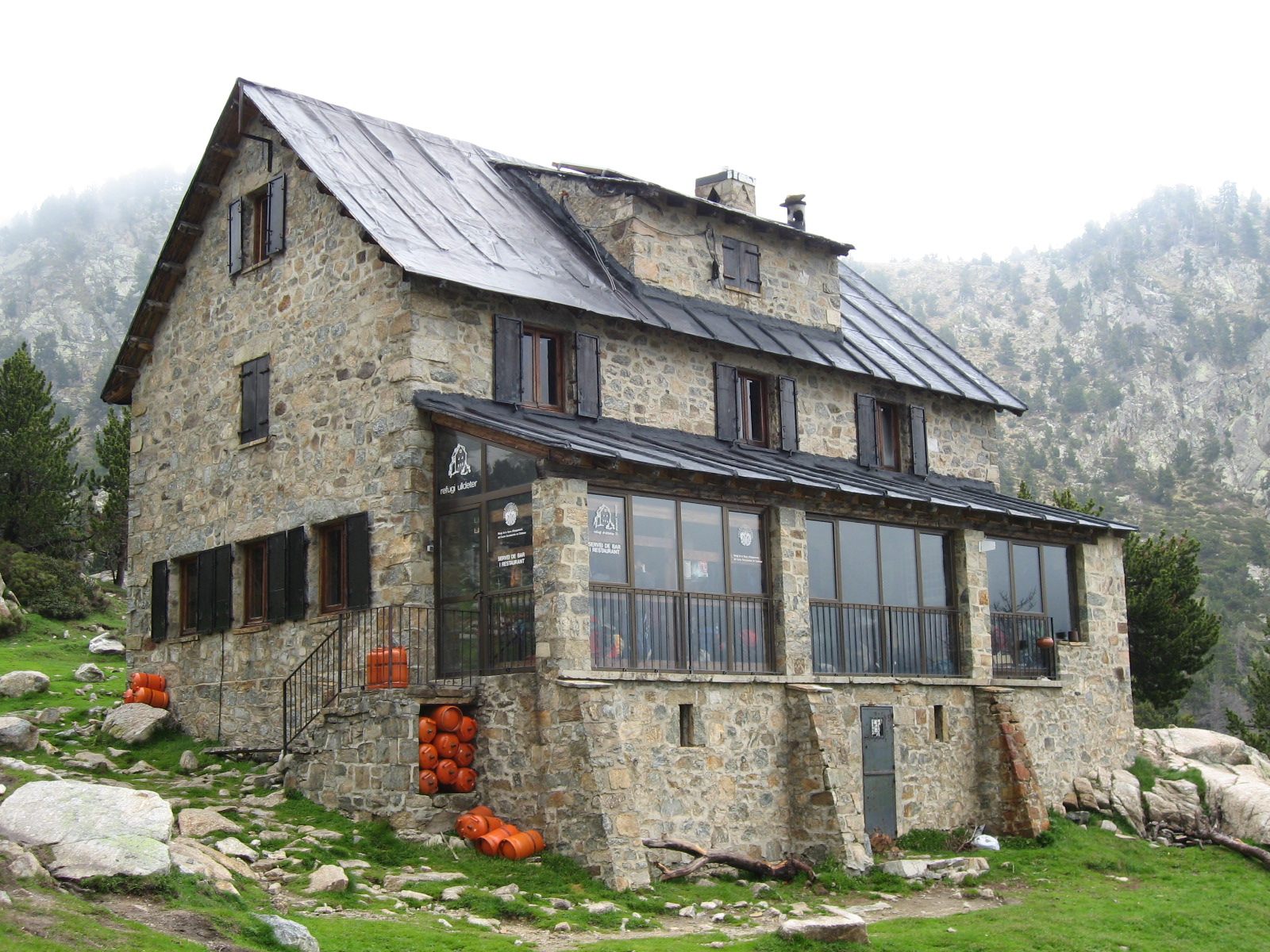
Refugi d'Ulldeter

Guardats
- Refugi de Coma de Vaca
- Refugi d'Ulldeter Refugi d'Ulldeter
- Refugi Els Estudis
- Refugi de Corral Blanc
- Refugi de Pla d'Erola

No guardats
- Refugi Les Pedrisses
- Refugi Tirapits

- Refugi de Costabona